# ネーゴ・ロイク
ネーゴ・ロイク（Négo Loïc 、1991年1月15日 - ）は、フランス・パリ出身のハンガリー代表プロサッカー選手。ル・アーヴルAC所属。ポジションはDF。

## クラブ経歴
FCナントの下部組織出身。2008年6月にクラブとプロ契約を締結し、2010年5月14日のSMカーン戦でプロデビューを果たした。
2011年7月、ASローマに5年契約で完全移籍。しかし出場機会はなく、スタンダール・リエージュへの期限付き移籍を経てウーイペシュトFCに完全移籍で放出された。
2014年1月29日、EFLチャンピオンシップのチャールトン・アスレティックFCに3年半契約で完全移籍。
2014年8月、1シーズンのレンタルで古巣ウーイペシュトFCに復帰。
2015年8月31日、MOLフェヘールヴァールFCに完全移籍。
2023年6月23日、ル・アーヴルACに移籍した。

## 代表歴
ユース年代ではフランス代表でプレーしており、UEFA U-19欧州選手権2010、2011 FIFA U-20ワールドカップなどに出場した。
2020年10月8日、UEFA EURO 2020予選プレーオフのブルガリア代表選でハンガリー代表デビューを果たした。11月12日、同プレーオフのアイスランド代表戦で代表初ゴールを決め、本大会出場権獲得に貢献した。
2021年6月、UEFA EURO 2020参加メンバーに選出された。
UEFA EURO 2024に選出

### 代表戦での得点
| No. | 開催日         | 会場                   | 対戦国       | 得点 | 結果 | 試合概要                     |
| --- | -------------- | ---------------------- | ------------ | ---- | ---- | ---------------------------- |
| 1   | 2020年11月12日 | プスカシュ・アレーナ   | アイスランド | 1–1  | 2–1  | UEFA EURO 2020予選プレーオフ |
| 2   | 2021年3月31日  | エスタディ・ナシオナル | アンドラ     | 4–0  | 4–1  | 2022 FIFAワールドカップ予選  |

## 人物
グアドループにルーツを持つ。2019年2月にハンガリー国籍を取得。

## タイトル
ウーイペシュト
- マジャル・クパ: 2013–14
- シュペルクパ: 2014

フェヘールヴァール
- ネムゼティ・バイノクシャーグI: 2017–18
- マジャル・クパ: 2018-19

U-19フランス代表
- UEFA U-19欧州選手権: 2010[12]